# Rachen

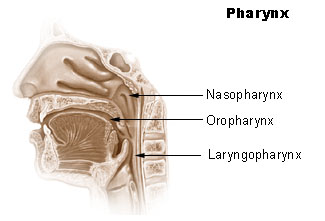
Der menschliche Rachen

Der Rachen, mit Fachbegriff Pharynx [ˈfaːʁʏŋks] (griech.-anat.; altgriechisch φάρυγξ phárynx, deutsch ‚Rachen‘, ,Schlund(kopf)‘), ist zunächst (allgemein bei Tieren einschließlich des Menschen) der vorderste, auf Maul bzw. Mund folgende Abschnitt des Verdauungstrakts. Beim Menschen sowie den übrigen Landwirbeltieren ist er eine mit Schleimhaut ausgekleidete Erweiterung im Anschluss an die Mund- und die Nasenhöhle, bei Wirbeltieren zusätzlich Teil des Atmungsapparates (→ Kiemendarm).
Speziell der menschliche Pharynx ist wegen der aufrechten Körperhaltung stärker gebogen als bei vielen anderen Säugern, wodurch sich die Gefahr des „Verschluckens“ (Aspiration) vergrößert.

## Abschnitte

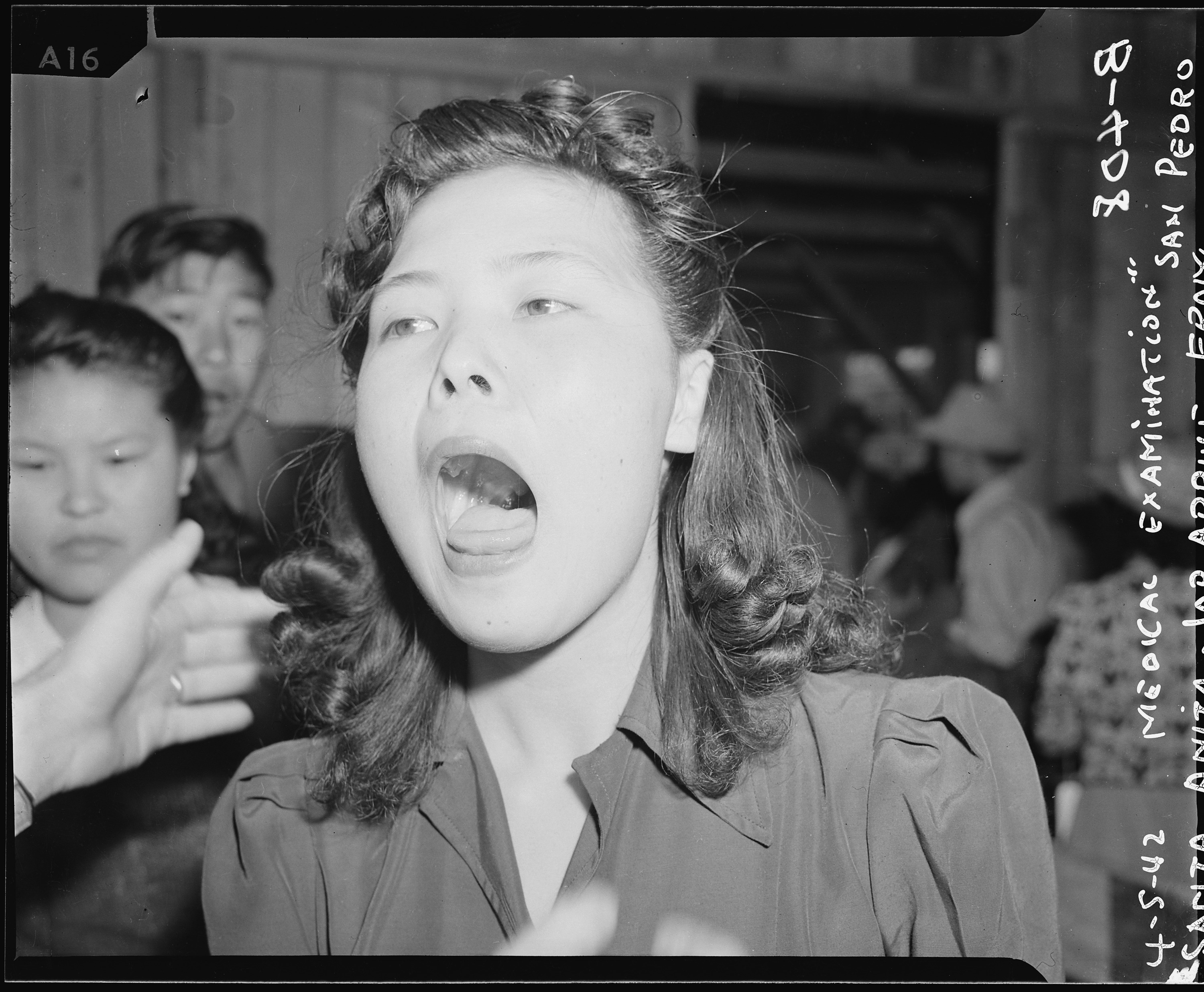
Medizinische Untersuchung des Mundrachens in Arcadia, Kalifornien

Von der Mundhöhle wird der Pharynx durch den Zungengrund und durch die Gaumenbogen (Arcus palatoglossus) abgegrenzt. Der Zugang von der Nasenhöhle erfolgt durch die Choanen (Nasen-Rachen-Gang).
Der Ausgang aus dem Pharynx führt nach unten
- ventral (bauchseitig) in den Kehlkopf (Larynx) und von dort in die Luftröhre (Trachea) sowie
- dorsal (rückseitig) in die Speiseröhre (Oesophagus).

Der Rachen wird untergliedert in den
- Nasenrachen (Pars nasalis pharyngis), auch Nasopharynx oder Epipharynx
- Mundrachen (Pars oralis pharyngis), auch Oropharynx oder Mesopharynx
- Schlundrachen (Pars laryngea pharyngis), auch Laryngopharynx oder Hypopharynx.

In den Nasenrachen mündet mit dem Ostium pharyngeum tubae auditivae auch die Eustachi-Röhre. Zwischen Mund- und Nasenrachen liegt der weiche Gaumen (Palatum molle oder Velum palatinum). Eine sich daran anschließende Schleimhautfalte, der Arcus palatopharyngeus, bildet das sogenannte Ostium intrapharyngeum („Öffnung innerhalb des Rachens“).

## Schichten

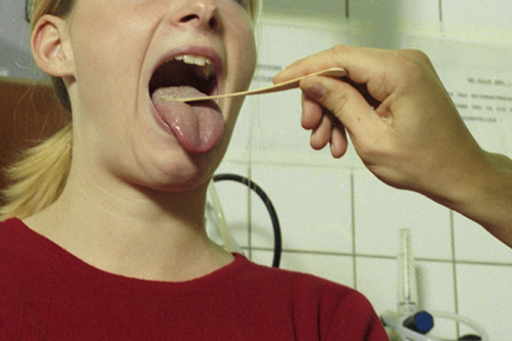
Pharyngoskopie: Untersuchung des Rachenraumes mit einem Holzmundspatel

Die Rachenwand wird von einer Schleimhaut gebildet, welche im Bereich des Nasenrachens mit Flimmerepithelzellen und Becherzellen versehen ist. In der Schleimhaut des Rachens gibt es Ansammlungen von lymphatischem Gewebe, die Mandeln. Die einzelnen Mandeln bilden in ihrer Gesamtheit den Waldeyerschen Rachenring. In der Schleimhaut liegen die Rachendrüsen (Glandulae pharyngeales). Ihr seromuköses Sekret wirkt als „Gleitspeichel“ und unterstützt den Weitertransport des Bissens.
Die der Schleimhaut außen anliegende Muskelschicht (Tunica muscularis) besteht aus Skelettmuskulatur (Quergestreifte Muskulatur). Funktionell unterscheidet man dabei:
- mehrere Schlundschnürer (Musculi constrictores pharyngis) und
- drei Schlundheber (Musculus stylopharyngeus, Musculus salpingopharyngeus und Musculus palatopharyngeus), in der Veterinäranatomie wird nur ein Schlundkopferweiterer (Musculus stylopharyngeus caudalis) beschrieben.[1]

## Blutversorgung und Innervation
Die Blutversorgung erfolgt über Äste der Arteria carotis externa.
Die motorische Innervation der Muskeln übernehmen der IX. und der X. Hirnnerv, also der Nervus glossopharyngeus und der Nervus vagus. Sensibel wird die Rachenschleimhaut zusätzlich zu den vorgenannten Nerven vom Nervus maxillaris – einem Ast des Nervus trigeminus (V. Hirnnerv) – innerviert.

## Erkrankungen

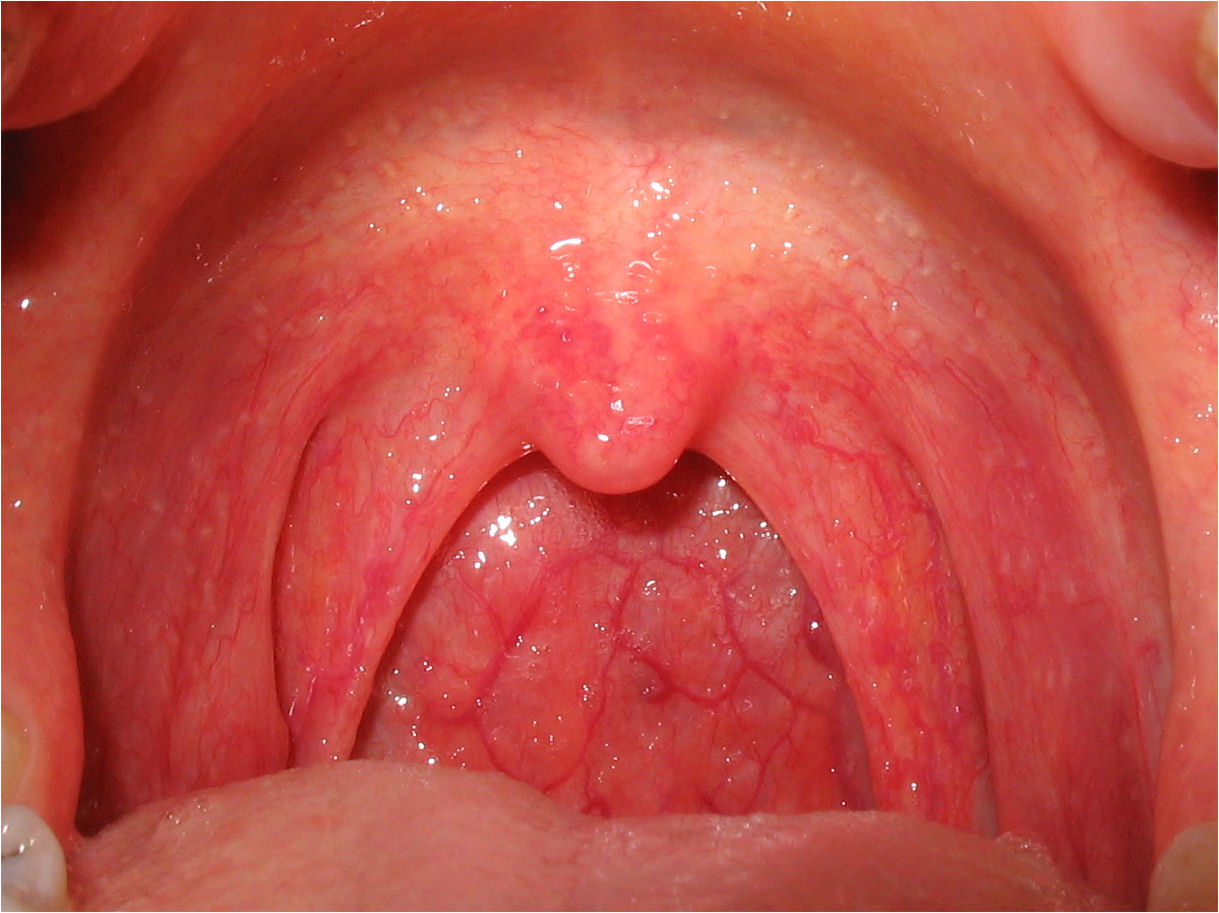
Pharyngitis

Die wichtigsten Erkrankungen des Rachens sind:
- Pharyngitis, eine Rachenentzündung (von banalen Schluckbeschwerden bis hin zur Phlegmone)
- Tonsillitis, Angina Plaut-Vincent
- Peritonsillarabszess
- Odontogene Infektionen (Retropharyngealabszess und Parapharyngealabszess)
- Pharyngokonjunktivalfieber
- Rachendiphtherie
- Epiglottitis
- Nasopharynxkarzinom
- Pharynxkarzinom
- Schlucklähmung (bei einer Lähmung des Nervus glossopharyngeus)
- Pharyngismus
- siehe auch Laryngitis und Lymphadenitis (colli)